# فلوريان بوهنيرت
فلوريان بوهنيرت (بالفرنسية: Florian Bohnert)‏ (9 نوفمبر 1997 بلوكسمبورغ في لوكسمبورغ - ) هو لاعب كرة قدم لوكسمبورغي في مركز مهاجم ‏. لعب مع شالكه 04.

## مسيرته الكروية
لعب فلوريان بوهنيرت خلال مسيرته الاحترافية مع 4 أندية في خمسة مواسم وسجل خلالها 5 أهداف ضمن 79 مباراة. ولم يفز بأي موسم بالكأس أو بالدوري.
خاض فلوريان بوهنيرت مسيرته مع سار 05 ساربروكن ‏ في موسم 2015–16 لمدة موسم واحد، لم يشارك في أي مباراة ولم يسجل أي هدف. ثم انتقل إلى نادي شالكه 04 ب في موسم 2016–17 ولمدة موسمين، حيث شارك في 30 مباراة ولم يسجل أي هدف أيضًا. لينتقل بعدها إلى نادي بيرمازنز في موسم 2018–19 لمدة موسم واحد، مشاركًا في 31 مباراة سجل خلالها 5 أهداف. ثم انتقل إلى 1. FSV Mainz 05 II ‏ في موسم 2019–20 لمدة موسم واحد، مشاركًا في 18 مباراة ولم يسجل أي هدف.

## وصلات خارجية
- فلوريان بوهنيرت على موقع الاتحاد الدولي (مؤرشف)  (الإنجليزية)
- فلوريان بوهنيرت على موقع الاتحاد الأوربي (الإنجليزية)
- فلوريان بوهنيرت على موقع قاعدة بيانات كرة القدم.إي يو (الإنجليزية)
- فلوريان بوهنيرت على موقع ناشيونال فوتبول تيمز (الإنجليزية)
- فلوريان بوهنيرت على موقع Soccerway.com (الإنجليزية)
- فلوريان بوهنيرت على موقع عالم كرة القدم.نت (الإنجليزية)